# Lycodon cardamomensis
Lycodon cardamomensis är en ormart som beskrevs av Daltry och Wüster 2002. Lycodon cardamomensis ingår i släktet Lycodon och familjen snokar. Inga underarter finns listade i Catalogue of Life.
Denna orm förekommer i västra Kambodja och östra Thailand vid Thailandviken. Den lever i kulliga områden mellan 500 och 700 meter över havet. Exemplar hittades i skogar och regionen har varje år en tydlig regntid. Lycodon cardamomensis är nattaktiv. Honor lägger ägg.
Skogsavverkningar i delar av utbredningsområdet påverkar beståndet negativt. Troligen dödas några individer av människor som av misstag antar att Lycodon cardamomensis är giftig. Fram till 2011 var endast fem exemplar kända. IUCN kategoriserar arten globalt som otillräckligt studerad.